# Nehalem (famille de microprocesseurs)
Cet article concerne la famille de microprocesseurs. Pour la microarchitecture, voir Nehalem (microarchitecture).
Pour les articles homonymes, voir Nehalem (homonymie).
Core (tock)
Penryn (tick) Westmere (tick)
Sandy Bridge (tock)
Nehalem est la famille de microprocesseurs  d'Intel qui succède à Penryn, en apportant plusieurs changements majeurs, comme l'intégration du contrôleur mémoire, l'utilisation d'un nouveau bus de données système et inter-processeur (QPI), et l'intégration d'un contrôleur PCI Express. La microarchitecture associée à cette famille s'appelle également Nehalem.
Les processeurs Nehalem sont gravés en 45 nm et sont composés de deux, quatre, ou huit cœurs.
On trouve des processeurs Nehalem dans les gammes Core i7 et Core i5. Le premier processeur Nehalem fut commercialisé au 4e trimestre 2008.
Il existe des processeurs Nehalem pour tous les marchés : serveur, station de travail, ordinateur de bureau, ordinateur portable. 
La famille de microprocesseurs Intel suivante est Westmere. C'est un die shrink en 32 nm qui apporte également sept nouvelles instructions.

## Principales caractéristiques
- Architecture multi-cœur modulaire.
- Hyper-threading : chaque cœur peut traiter deux threads simultanément.
- 3 niveaux de mémoire cache dont deux dédiés à chaque cœur.
- Contrôleur mémoire double ou triple canal intégré.
- Bus système et inter-processeur QuickPath Interconnect (similaire au bus HyperTransport utilisé par AMD) dans les modèles pour PC de bureau haut de gamme (HEDT), pour stations de travail ou pour serveurs ou DMI pour les autres modèles.
- Second niveau de prédiction de branchement (second niveau de BTB = Branch Target Buffer)
- Stockage des boucles logicielles après décodage (précédemment : avant décodage)
- Macro fusion des instructions 64 bits (uniquement valable pour les instructions 32 bits sur le Core 2)
- Contrôleur graphique intégré (sur certaines déclinaisons)
- Gestion d'énergie propre à chaque cœur
- Support des instructions SSE4.2
- Support natif de la virtualisation (selon modèles)[2]
- gravure en 45 nm

## Les processeurs de la famille

### Bloomfield
Le Bloomfield est un microprocesseur haut de gamme. Il est doté de quatre cœurs, de trois niveaux de mémoire cache, et d'un contrôleur mémoire DDR3 sur 3 canaux. Il se connecte sur un socket LGA 1366.

### Lynnfield
Le Lynnfield est un microprocesseur milieu de gamme. Il se connecte sur un socket LGA 1156. Il dispose de 8 Mio de cache L3, d'un contrôleur mémoire capable de gérer la mémoire DDR3 sur deux canaux et d'un contrôleur PCI Express. 
Les premiers processeurs Lynnfield ont été commercialisés fin 2009.

### Havendale
Annulé
Le microprocesseur Havendale devait être un microprocesseur milieu de gamme pour ordinateur de bureau. Il est initialement prévu pour le premier semestre 2009, puis repoussé au premier trimestre 2010, puis annulé. Les processeurs utilisant Havendale auraient été double cœur, auraient disposé d'un cache L3 de 4 Mio, d'un contrôleur mémoire intégré capable de gérer la mémoire DDR3 sur deux canaux, d'un contrôleur PCI Express ainsi que d'un contrôleur vidéo (le chipset graphique intégré à la carte mère sera intégré dans le CPU). Ils se seraient connectés sur un Socket LGA 1156, 
Havendale a été annulé pour faire place au Clarkdale (dans la famille Westmere) aux caractéristiques identiques mais gravé en 32 nm.

### Gainestown
Microprocesseur pour serveurs bi-processeur.

### Beckton
Le Beckton est la déclinaison Xeon MP (Pour carte mère quadri-processeur) de Nehalem. Il est muni de plusieurs liens QuickPath pour les communications entre processeurs, et comporte 4 ou 8 cœurs selon les modèles.

### Pour ordinateur portable

#### Clarksfield
Le Clarksfield est un processeur haut de gamme pour ordinateur portable, prévu pour  2009, il utilisera le socket LGA 1156 et sera gravé en 45nm. Il disposera de 8 Mo de cache L3, d'un contrôleur mémoire capable de gérer la mémoire DDR3 sur deux canaux et d'un contrôleur PCI Express.

#### Auburndale
Annulé
Le Auburndale devait être un processeur de milieu de gamme pour ordinateur portable, prévu pour 2009, utilisant le socket LGA 1156, gravé en 45 nm, disposant d'un cache L3 de 4 Mio, de deux contrôleurs mémoire DDR3, d'un contrôleur PCI Express ainsi que d'un GPU.
Auburndale a été annulé pour faire place au Arrandale.